# La Trinca
La Trinca foi um grupo de música e espetáculo catalã de grande sucesso nos anos 70 e 80, sobretudo pelos seus protestos escancarados a Francisco Franco e a outros políticos ligados a ele, como Manuel Fraga Iribarne.
O grupo era formado por Josep Maria Mainat, Miquel Angel Pasqual e Toni Cruz, era originado da cidade de Canet de Mar e tinha uma original e particular proposta artística, baseada na crítica social e política, sempre com muito humor e irreverência.
De 1968 a 1989, publicaram 38 discos - todos em língua catalã, apesar de todas as dificuldades que esta língua sofreu, sobretudo no período antecedente a 1978, início da redemocratização da Espanha. O uso da língua catalã nas músicas foi uma forma de protestar contra a ditadura de Franco.
Em 1983, publicaram o primeiro disco em catalão - "Quesquesé se merdé" - que ironicamente, teria um título em suposto francês, que foi um êxito, abrindo-lhes as portas de toda a Espanha.
Depois de suas muitas atuações em programas de televisão, o grupo foi convidado a estrelar um programa na TV3, televisão catalã, no ano de 1986. Tal programa atingiu recordes de audiência na Catalunha, e proporcionou ao grupo um prêmio Ondas pela sua atuação na televisão.
Em 1987, publicaram seu último disco, "Marró", abandonando a cena músical para dedicar-se à produção de programas televisivos, através da produtora - formada por eles - Gestmusic. A Gestmusic surgiu num momento chave para a produção audiovisual na Espanha, coincidindo com o surgimento das redes fechadas de televisão e a proliferação de redes autônomas e locais. Isso deu à Gestmusic a possibilidade de trabalhar em múltiplos projetos, muitos dos quais tiveram êxitos de audiência.
Em 1992, um dos componentes do trio, Miquel Angel Pasqual, vendeu a sua parte para a multinacional neerlandesa Endemol - a mesma produtora do Big Brother. Com a entrada do capital neerlandês, a Gestmusic Endemol tornou-se uma das maiores produtoras do grupo, sob a direção de Josep Maria Mainat e Toni Cruz, incorporando ao trio um irmão de Josep Maria, o jornalista Joan Ramon Mainat. Crónicas marcianas e Operación triunfo estão entre a lista dos programas produzidos pela Gestmusic Endemol e concebidos pelo trio, batendo recordes de audiência na Espanha.

## Discografia
- 1969: Quin nas!
- 1969: Si has begut …
- 1969: Tots som pops
- 1970: Festa Major
- 1970: A collir pebrots
- 1970: Bones festes
- 1971: Trincar i riure
- 1971: L'orgue de gats
- 1971: La Trinca - edició especial Círculo de Lectores -
- 1972: Bestiari
- 1972: Història de Catalunya amb cançons
- 1972: Xauxa
- 1973: Ca Barret !
- 1973: Mort de gana
- 1974: Botifarra de pagès
- 1974: Rambla avall
- 1975: Trincameron
- 1976: Opus 10
- 1977: Trempera matinera
- 1977: 7 anys i 1 día de cançons
- 1977: Èxits
- 1977: Vestits de milionaris
- 1978: Don Jaume el Conquistador
- 1978: La Trinca - Ara ja amb llibertat
- 1979: Pel broc gros
- 1979: El millor de La Trinca
- 1980: Que bonica ets Barcelona
- 1981: Nou de Trinca
- 1981: La Trinca - 1969 / 1976
- 1981: La Trinca - 1977 / 1980
- 1981: La Trinca - Antologia 1969 / 1976
- 1983: Quesquesé se merdé
- 1983: Las hermanas sisters
- 1985: És que m'han dit què…
- 1985: Sinànimus molestandi
- 1986: Trinca, sexe i rocanrol
- 1987: La Trinca - Marró

## Televisão
- 1986: No passa rés! (TV3);
- 1988: Tariro-tariro (TVE).